# Kostel Stětí svatého Jana Křtitele (Starý Petřín)
Kostel Stětí svatého Jana Křtitele je farní kostel v římskokatolické farnosti Starý Petřín, nachází se v centru obce Starý Petřín. Kostel je původně gotickou stavbou s barokní přestavbou. Je jednolodní podélnou stavbou s odsazeným a oble zakončeným kněžištěm. Při kněžišti přiléhá sakristie, v patře na bocích kostela jsou oratoře. V průčelí budovy je umístěna hranolová věž se zděnou lucernou. Na západní straně je přistavěna zpovědní kaple a schodiště do kruchty. V kostele je instalován rokokový oltář z doby kolem roku 1771. V kostele jsou umístěny sochy svatého Jáchyma a svaté Anny, také se v kostele nachází obrazy svatého Vendelína, svaté Barbory a Salome s hlavou svatého Jana Křtitele. Kostel je chráněn jako kulturní památka České republiky.

## Historie
Kostel (nebo spíše kaple) byl poprvé zmíněn v roce 1516, v roce 1552 pak byl zmíněn i přímo kostel. Kostel po třicetileté válce měl tři znesvěcené oltáře a v roce 1667 byl zasvěcen svatému Janu Křtiteli. Farnost u kostela ve Starém Petříně během třicetileté války zanikla, ves spadala pod farnost Šafovskou, znovu obnovena byla v roce 1795. Farní budova při kostele pak byla postavena v roce 1806. Dnešní podobu má kostel od roku 1770. Kolem roku 1800 byly do kostela pořízeny barokní boční oltáře a křtitelnice, roku 1847 varhany. Zvon do kostela byl pořízen v roce 1910.